# 956

## Догађаји
- Лето – Цар Константин VII поставља Никифора Фоку за команданта византијске војске на Истоку. Он му даје наређење да припреми кампању против Хамданидског емира Саифа ал-Давле. Константин склапа уговоре са суседним владарима, да тражи војну помоћ.
- Септембар – октобар – Византијска флота под командом Василија Хексамилита наноси пораз флоти Хамданида код Тарса у Киликији (савремена Турска).
- Лиудолф, најстарији син краља Отона I, мири се са својим оцем и поново тражи да буде постављен за војводу од Швапске. Отон одбија, али на подстицај свог ујака Бруна I (војвода од Лотарингије) дозвољава Лиудолфу да предводи експедицију у Италију како би довео вазала Беренгара од Ивреје.
- Беренгар од Ивреје шаље лангобардску војску под својим сином Адалбертом II да се супротстави Лиудолфу, док он сам чува Павију. У две битке Лиудолф је поразио лангобардске снаге и ушао у Павију, да би тамо примио почаст италијанских племића и свештенства у име Отона I.
- 16. јун — Иго Велики, гроф од Париза, умире у Дурдану. Наследио га је најстарији син Иго Капет, кога је његов рођак Лотар III, краљ Западнофраначког краљевства, признао као војводу од Франака.
- Краљ Ордоњо III умире у Замори након петогодишње владавине. Наследио га је његов полубрат Санчо I као владар Леона (савремена Шпанија).
- Земљотрес је тешко оштетио Александријски светионик: једно од седам светских чуда античког света.